# Ordre de saint Ambroise ad Nemus
L'ordre de saint Ambroise ad Nemus (en latin : Ordo Fratrum Sancti Ambrosii ad Nemus) est un ordre mendiant de droit pontifical de rite ambrosien fondé au XIVe siècle à Milan et supprimé en 1643 par le pape Urbain VIII.

## Historique
L'ordre est fondé au milieu du XIVe siècle ; une tradition veut que ce soit par trois nobles riches milanais, Alberto Besozzo, Alexandre Crivelli et Antoine de Pietrasanta , qui par l'esprit de pénitence, se retirent dans une grotte dans les bois (en latin : nemus) près de Milan.
La congrégation est reconnue par Grégoire XI en 1375 avec obligation de suivre la règle de saint Augustin et le rite ambrosien. Dans un premier temps organisé en couvents autonomes, ils sont ensuite érigé en ordre mendiant centralisé par la bulle d'Eugène IV du 4 octobre 1441 qui ordonne que le couvent Ad Nemus soit maison-mère et que l'ordre soit présidé par un prieur général élu par un Chapitre de religieux se réunissant tous les trois ans et que l'élection soit soumise à l'approbation de l'archevêque de Milan.
Le 15 août 1589 Sixte V émet une bulle par laquelle il unit les apostolins appelés aussi frères saint-Barnabé aux ambrosiens ; par le bref du 2 décembre 1643, Urbain VIII décrète l'abolition de l'ordre confirmée par Innocent X par la bulle Quoniam du 1er avril 1645.